# ジェンデザイン
ジェンデザイン（株式会社ジェン・デザイン、英: genDESIGN Co., Ltd.）は、『ICO』『ワンダと巨像』『人喰いの大鷲トリコ』を手がける上田文人を中心とした日本のゲーム開発スタジオ。

## 概要
ソニー・コンピュータエンタテインメント（現ソニー・インタラクティブエンタテインメント）を退社した上田文人がジェン・デザインを設立。ソニー・インタラクティブエンタテインメントと共同で、『人喰いの大鷲トリコ』を開発。2024年12月、The Game Awards 2024にて新作（タイトル未定）のティザーを公開。

## 沿革
- 2014年、株式会社ジェン・デザイン設立。『人喰いの大鷲トリコ』の開発にディレクションとして携わる。
- 2016年12月6日、『人喰いの大鷲トリコ』発売。日本ゲーム大賞優秀賞、第21回文化庁メディア芸術祭エンターテインメント部門大賞などを受賞。
- 2020年3月、Epic Gamesをパブリッシャーとした完全新作を開発中であることを発表[1]。
- 2024年12月、The Game Awards 2024にて新作トレーラーが発表。

## 主要所属クリエーター
- 上田文人
- 田中政伸
- 洞谷仁治

## 作品
- 人喰いの大鷲トリコ

『ICO』や『ワンダと巨像』を手がけた上田文人が監督・ゲームデザインを担当したアクションアドベンチャーゲーム。上田の監督作としては11年ぶりの完全新作となる。プレイヤーは「少年」を操作し、「トリコ」と呼ばれる人喰いの大鷲と協力して「大鷲の巣」と呼ばれる谷からの脱出を目指す。

## 受賞歴
- 日本ゲーム大賞 2015 - フューチャー部門
- 第20回 D.I.C.E. Awards - Outstanding Achievement in Character賞
- Premio Drago d’Oro 2017 - ベスト・サウンドトラック賞
- Premio Drago d’Oro 2017 - ベスト・キャラクター賞
- NAVGTR 2016 - ANIMATION, ARTISTIC賞
- NAVGTR 2016 - ART DIRECTION, FANTASY賞
- NAVGTR 2016 - GAME DESIGN, NEW IP賞
- 英国アカデミー賞ゲーム部門 2017 - オーディオアチーブメント賞
- ファミ通アワード 2016 - 優秀賞
- ファミ通アワード 2016 - ルーキー賞
- 日本ゲーム大賞 2017 - 年間作品部門 優秀賞
- 文化庁メディア芸術祭 第21回 2018年 - エンターテインメント部門 大賞

## プロジェクション・トリコ
『プロジェクション・トリコ』はPS4『人喰いの大鷲トリコ』の発売に合わせて、各国のゲームショーで展示した、プロジェクターと各種センサーを使用したインタラクティブなインスタレーション。
大型スクリーンに映し出された「トリコ」は、スクリーンの前に立ったギャラリーに対してリアルタイムに反応。また、タルや目のマークの色ガラスなど、『人喰いの大鷲トリコ』内に登場するアイテムを実際に使うことが出来、それらのアイテムにも『人喰いの大鷲トリコ』本編同様、様々なリアクションを返すなど、AIで動いている実物大の「トリコ」とのコミュニケーションを体験できる展示である。
これまで、TGS 2015、PSX2015、Taipei Gameshow 2016, E3 2016、第21回文化庁メディア芸術祭受賞作品展で展示。

## 制作スタイル
これまで手掛けてきたゲームすべてに言えることだが、世界の実存感が際立ったものがある。その部分について上田文人は「省略されている見えない先の部分、たとえば遠くに見える山の向こう側が想像できる背景にしたい。そこには村があって、河があって、生き物が生活している。最優先なのはゲームプレイで、その他の要素はよりゲームを際立たせるための装置。ゲームのための最適な世界があって、そのうえでの実在感が重要。表現したい世界観が最初にあるわけではなくて、ロジックの結果としての実存感」と語っている。

## 特徴
少人数スタジオの利点については、「人数が少ないことで小回りが利く。制作環境が整っていることで、思いついたアイデアを試してみたり、そういうことがすごくやりやすい」と上田文人がインタビューで語っている。